# L'ultimo vero bacio
L'ultimo vero bacio (titolo originale The Last Good Kiss) è un romanzo poliziesco del 1978 dello scrittore statunitense James Crumley. Il protagonista CW Sughrue, è un investigatore del Montana che ammazza il tempo lavorando, come barman, in un topless bar. Ingaggiato per rintracciare uno scrittore derelitto, finisce sulle tracce di una ragazza scomparsa a San Francisco da più di dieci anni.

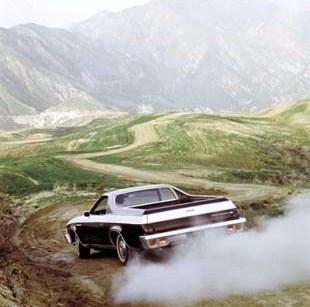
"Il mio El Camino era un veicolo bastardo, mezza berlina, mezzo pick up, l'idea mezza scema di quei tipi di Detroit per accontentare i pigri cowboy da drugstore, gente che vuole guidare un pick up, senza dare l'idea di guidarne uno".

## Trama
"Quando finalmente trovai Abrahm Trahearne, scolava birra con un bulldog alcolizzato di nome Fireball Roberts in una bettola sgangherata appena fuori Sonoma, in California, si stava bevendo anche il cervello in un bel pomeriggio di primavera." Inizia così uno dei più famosi e venerati hard boiled degli anni settanta. Questo romanzo, scritto nello stile e nella tradizione letteraria di cui fanno parte autori come Carroll John Daly, Race Williams, Dashiell Hammett e Raymond Chandler, racconta la storia di un investigatore privato, CW Sughrue, che, su incarico della ex moglie, si mette sulle tracce di uno scrittore che si è allontanato da casa da qualche settimana (il cui profilo si ispira al poeta Richard Hugo e in particolare a una sua poesia: "Degrees of Gray in Philipsburg", da cui è tratto il titolo del libro).
Finirà per trovarlo abbastanza facilmente ma - assieme a lui, tra sbronze e frequenti esplosioni di violenza - inizierà la vera caccia a Betty Sue Flowers, una bella ragazza scomparsa a San Francisco ormai da dieci anni. Una narrazione parallela esplora il complesso rapporto tra Sughrue, e Abrahm Trahearne, alcolizzato, ex combattente a Guadalcanal, e le tre donne che tessono le fila della sua vita: la madre Edna, Catherine la ex moglie, e Melissa la giovane moglie che spesso lo lascia solo.
Con Trahearne al seguito, Sughrue scava in profondità nella pista lasciata dalla ragazza scomparsa. Riesce a mettere assieme alcuni pezzi del suo passato, scopre che è apparsa in un film pornografico, ha frequentato una comune hippy ormai abbandonata e ha avuto qualche contatto sporadico con il padre. La ricerca sembra essere conclusa quando il nostro uomo scopre, in un centro di assistenza per randagi (umani e animali), che Betty Sue è morta diversi anni prima, in un incidente stradale. Con il certificato di morte in mano, Sughrue torna dalla madre della ragazza, Rosie, ma questa non gli crede. Scatenate da una cartolina, inviata sembra da Betty Sue al padre, ripartono le indagini, tra sbronze, sesso, segreti, combattimenti e colpi di scena tutto si chiarisce nella proprietà di Trahearne, "un nido di vipere" dove le donne della sua famiglia, si affrontano in una sorta di duello finale.

## Il protagonista, C.W (Chauncey Wayne) Sughrue
Sughrue è il personaggio centrale del romanzo e la voce narrante. È un investigatore privato hard-boiled nella tradizione romanzesca di Sam Spade, Mike Hammer, e altri personaggi del noir USA. Come i suoi colleghi letterari, Sughrue ha un debole per l'alcool e le belle donne, schiuma di rabbia quando vede un'ingiustizia, ma ha un senso della moralità molto flessibile. È ironico e sarcastico, con un forte senso dell'umorismo che spesso rivolge contro se stesso. Ha una certa tendenza alla violenza, mente acuta, e una visione profondamente cinica del mondo e le persone che lo popolano. Sughrue ha anche una certa capacità di autocritica che, per molti versi, è più profonda in lui che in altri personaggi letterari analoghi: conosce e comprende le proprie debolezze, e ha anche un chiaro senso delle problematiche irrisolte della sua vita (ad esempio la sua storia con il padre ribelle, con l'esercito in Vietnam e con le donne). Avverte anche, però, la mancanza di una forza di volontà sufficiente per superare questi limiti, con il risultato che preferisce annegarli nell'alcool.

## Temi principali
Oltre a esplorare temi comuni ai romanzi di questo genere (in particolare, il potenziale corruttivo del denaro, l'amore, il sesso e il potere), "L'ultimo vero bacio" esplora anche le dolorose conseguenze della "perdita dell'innocenza"
Il romanzo ha un accento cinico e, nonostante l'integrità professionale e personale ostentata in molte occasioni dal protagonista, anche Sughrue finisce per essere corrotto dal suo desiderio sessuale per Catherine, un desiderio che viene manipolato deliberatamente dalla donna.

## Critica
"L'ultimo vero bacio" viene considerato da molti scrittori come la migliore opera di Crumley e l'incipit veniva spesso recitato in coro dai suoi ammiratori alle conferenze in cui l'autore presentava il libro. David Dempsey ha scritto su The New York Times Book Review che il romanzo è un'opera "ai margini della guerra in Vietnam, ed è uno studio convincente sulla violenza gratuita degli uomini... Si tratta di una storia di bar, risse, e bordelli - e non conosco uno scrittore che l'abbia descritta meglio".
Spesso criticato per le sue posizioni non allineate, Crumley fa dire al suo protagonista: "So che questi uomini sono probabilmente persone terribili che fischiano alle belle ragazze, trattano le loro mogli come serve e votano per Nixon in ogni occasione, ma per quanto mi riguarda, sono molto meglio di un branco di intellettuali liberal che girano in Volvo. Lavorano di più e sono più allegri".
- James Crumley, L'ultimo vero bacio è "L'ultimo vero noir." - Rolling Stone
"James Crumley è uno scrittore statunitense di prim'ordine .... pirotecnico divertente, sexy, compassionevole." - The Village Voice
"Quello che Raymond Chandler ha fatto per la Los Angeles degli anni Trenta, James Crumley lo fa per le strade del West contemporaneo." - Harper's

## Edizioni
- James Crumley, L'ultimo vero bacio, traduzione di Edoardo Erba, collana Il Giallo Mondadori, n. 1712, Arnoldo Mondadori Editore, 1981.

- James Crumley, L'ultimo vero bacio, traduzione di Edoardo Erba, collana I Classici del Giallo Mondadori, n. 755, Arnoldo Mondadori Editore, 1996.
- James Crumley, L'ultimo vero bacio, traduzione di Luca Conti, collana Stile libero - Big, n. 1312, Einaudi, 2004,  p. 309, ISBN 978-88-06-17200-8.